# هیپگنوسیس سانگز فاند
هیپگنوسیس سانگز فاند (انگلیسی: Hipgnosis Songs Fund) شرکت رسانه‌ای بریتانیایی است، که در سال ۲۰۱۸ تأسیس شد.